# Scopula alba
Scopula alba är en fjärilsart som beskrevs av Imaidzumi 1942. Scopula alba ingår i släktet Scopula och familjen mätare. Inga underarter finns listade.